# Giuseppe Maria Ruffo
Giuseppe Maria Ruffo (getauft 11. Januar 1696 in Bagnara Calabra; † 19. März 1754 in Capua) war ein italienischer Geistlicher und Erzbischof von Capua.

## Leben
Ruffo stammte aus Bagnara bei Reggio Calabria und war der Sohn von Francesco Ruffo, 2. Fürst von Motta San Giovanni, 4. Herzog von Bagnara, und Giovanna Lanza. Sein Onkel war Kardinal Tommaso Ruffo, sein Bruder Kardinal Antonio Maria Ruffo. Die Priesterweihe empfing er am 28. November 1734.
Am 25. Mai 1735 wurde er zum Bischof von Lecce berufen. Die Bischofsweihe spendete ihm am 3. Juli 1735 in Rom der Kardinalbischof von Palestrina Tommaso Ruffo; Mitkonsekratoren waren der Apostolische Nuntius in Venedig, Erzbischof Gaetano Stampa, und Girolamo Crispi, vormaliger Erzbischof von Ravenna. Am 3. Februar 1744 wurde Giuseppe Maria Ruffo auf den erzbischöflichen Stuhl von Capua transferiert. Aufgrund seiner schlechten Gesundheit lebte er fast durchgehend in Neapel. Er starb am 19. März 1754 in Capua und hinterließ seinen gesamten Besitz der Kathedrale von Capua.